# Petunia integrifolia
Petunia integrifolia (sin. Petunia violacea), la petunia violeta o petunia de flor violeta, es una especie de petunia silvestre con flores de color violeta.  Es originaria de Brasil, Argentina, Paraguay y Uruguay.
P. integrifolia produce flores de aproximadamente 4 cm de diámetro; la planta es típicamente más pequeña y más difícil de cultivar que la conocida Petunia híbrida de temporada, ahora conocida correctamente como Petunia × atkinsiana.

## Taxonomía
La especie fue descrita por primera vez como Salpiglossis integrifolia por William Jackson Hooker en 1831. Fue transferida al género Petunia como P. integrifolia por Hans Schinz y Albert Thellung en 1915. Petunia inflata a veces se ha considerado una subespecie de P. integrifolia, pero las dos tienen diferentes áreas nativas de distribución, y P. inflata crece en áreas más septentrionales.

## Alucinógeno
Se ha reportado el uso de Petunia violacea Lindl. como alucinógeno en Ecuador, donde la planta recibe el nombre vernáculo de shanín. Se dice que la droga causa sensaciones de levitación y vuelo, un tipo de alucinación a menudo asociada con el uso de fármacos antimuscarínicos, como los ungüentos para volar a base de Atropa belladona, de la Europa medieval y moderna.